# مسجد جامع نوری

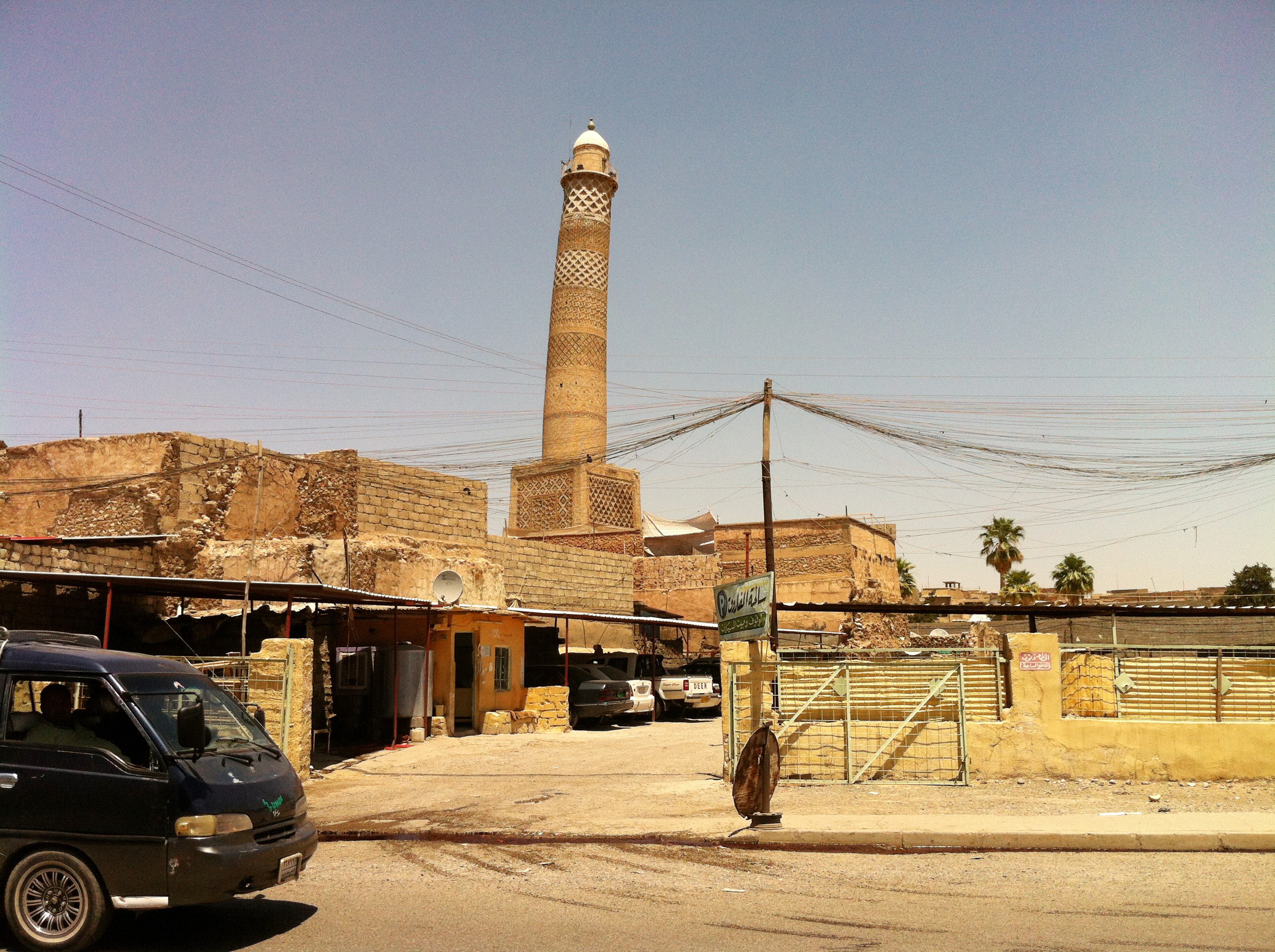
مسجد تاریخی نوری و گلدسته کج آن که مردم محل به آن خمیده (به عربی: الحدباء) می‌گویند از بناهای شاخص موصل در ۸ سده گذشته بوده است.

مسجد جامع نوری از مساجد تاریخی شهر موصل و محل اعلام تشکیل خلافت اسلامی داعش به وسیله ابوبکر بغدادی در سال ۲۰۱۴ بود. این مسجد در غرب موصل و در شهر قدیم موصل واقع شده‌است و یکی از نمادهای اصلی شهر موصل تلقی می‌شد.
مسجد جامع نوری در ۳۱ خرداد ۱۳۹۶ (۲۱ ژوئن ۲۰۱۷) در پی نبرد موصل و در حالی که در کنترل داعش بود، منهدم شد.

## پیشینه
مسجد تاریخی موصل به‌دست نورالدین زنگی، از فرمانروایان محلی که علیه صلیبیون اولیه می‌جنگید ساخته شده بود. نورالدین زنگی، حاکم ولایت سوریه در امپراتوری سلجوقی بود. سال ساخت این مسجد ۷۳-۱۱۷۲ میلادی یعنی کمی پس از مرگ نورالدین زنگی به پایان رسید و در آغاز یک مدرسه اسلامی در آن جای گرفت. گلدسته این مسجد بعدها کج شد و زمانی که ابن بطوطه، جهانگرد سده‌های میانه به این محل رسید این مناره کج بود. در ساخت مسجد جامع نوری از هفت ردیف آجرکاری تزئینی استفاده شده بود که با اشکال هندسی پیچیده به سمت بالا درهم تنیده بودند.
گلدستهٔ خمیده (به عربی: الحَدباء) که به علت انحنای آن به این نام خوانده می‌شود، قدیمی‌ترین منارهٔ عراق بود در پی نبرد موصل منهدم شد و فروریخت. ارتش عراق داعش،  را به تخریب این مسجد تاریخی، متهم کرده‌است.